# Tepizuac
Tepizuac är en ort i Mexiko.   Den ligger i kommunen Chimaltitán och delstaten Jalisco, i den centrala delen av landet, 500 km nordväst om huvudstaden Mexico City. Tepizuac ligger 1 964 meter över havet och antalet invånare är 516.
Terrängen runt Tepizuac är kuperad åt sydost, men åt nordväst är den bergig. Terrängen runt Tepizuac sluttar västerut. Runt Tepizuac är det glesbefolkat, med 11 invånare per kvadratkilometer. Närmaste större samhälle är Florencia, 16,0 km sydost om Tepizuac. I omgivningarna runt Tepizuac växer huvudsakligen savannskog.